# 1649 год в России
Царствование: 1645—1676 — Алексея Михайловича

## События
- 19 января — царём утверждено Соборное уложение (свод государственных законов)[1].
- 19 января — царский указ об отмене «урочных лет» и окончательном прикреплении крестьян к господской земле[1].
  - Установление крепостного права в России.
- Март — Церковный Собор, осуществил ряд мер, направленных на упорядочение богослужения, ввёл строгую чинность в богослужении, "единогласное" чтение и пение (запрет на одновременное совершение нескольких чинопоследований), греческие и киевские распевы, устную проповедь (см. также 1651 год)[2].
- 11 (21) марта — Никон (будущий патриарх) рукоположен в епископы, назначен на Новгородскую кафедру и возведён в сан митрополита[2].
- Март — переговоры между царём и гетманом Левобережной Украины Б. М. Хмельницким. Алексей Михайлович обещал Хмельницкому принять Запорожское войско в русское подданство, если гетману самому удастся заключить договор с польским королём Яном II Казимиром о выходе из состава Речи Посполитой. В качестве другого варианта царь неоднократно предлагал (1649-1650 и 1652) в случае их поражения от польско-литовских войск выехать в Русское государство "без земли" и получить государево жалование "немалое и места пространные и угожие"[1][3].
- 6 октября — смерть царского наследника, младенца Дмитрия.
- 1649—1650 — Русско-шведские переговоры в Стокгольме, посвящённые «перебежчикам» из Финляндии в Россию. Послы Пушкин Борис Иванович и Прончищев Афанасий Осипович добились отказа от требований вернуть в Швецию перебежчиков в Русское государство на условиях выплаты денежной компенсации (190 тыс. руб. за всех)[4].
- Образован Рейтарский приказ из стола Иноземского приказа[5].
- Пожалован в Думные дьяки: Заборовский Семён Иванович (окольничий с 1677, боярин с 1680)[6].
- Пожалованы окольничеством: Бутурлин Тимофей Фёдорович, Пушкин Степан Гаврилович, Лобанов-Ростовский Иван Иванович, Хилков Иван Андреевич[7].
- Пожалованы боярством: Долматов-Карпов Фёдор Борисович (ум. 1660), Долгорукий Юрий Алексеевич, Хованский Иван Никитич (ум. 1670)[7].
- Местничество: 
  - Зубов Дмитрий Иванович и Ларионов Михаил Васильевич[8].
  - Плещеев Михаил Львович, Плещеев Андрей Львович против Хилков Василий Борисович[8].
  - Плещеев Михаил Львович, Плещеев Андрей Львович против Мышецкий Данила Ефимович[8].
  - Сабуров Дмитрий Григорьевич и боярин Рыбин-Пронский Михаил Петрович[8].
  - Вадбольский Иван Тимофеевич, Шелешпанский Фёдор Андреевич, Ухтомский Иван Тимофеевич с братией и племянниками против Белосельский Никифор Иванович[8].

## Землепроходцы
- Осень — Хабаров Ерофей Павлович совершил первый поход на Амур (осень 1649-май/июнь 1650)[9].
  - Поход состоялся при поддержке якутского воеводы Францбекова Дмитрия Андреевича, ссужавшего деньги Хабарову под проценты и обеспечивающего поддержку из казны (под кабальную запись) (см. 1660 год)[9].
  - Выступив из Якутского острога, отряд Хабарова двинулся вверх по течению рек Лена, Олёкма, Тунгир (здесь был основан острожек, где отряд зимовал)[9].
  - Ерофей Хабаров начал чертить карту Приамурья[1].

- 1649—1651 — землепроходец Тимофей Булдаков прошёл около 200 км. по льдам Восточно-Сибирского моря, преодолев восточную часть Яно-Индигирской низменности (в 1649) и Алазейское плоскогорье[10].
- 1649—1650 — отряд землепроходца Моторы С.И. первым прошёл на восток от долины реки Колыма и пересёк Анадырское плоскогорье[10].
- Весна — землепроходец Баранов И.А. обследовал реку Омолон (приток Колымы), первым пересёк Колымское нагорье и достиг Гижигинской губы Охотского моря[10].

## Города и поселения
- 26 февраля (8 марта) — по указу царя, в связи с неоднократными челобитными курских и белгородских служилых людей (см. 1638 год), получено разрешение на строительство г. Обоянь[11].
  - 16 (26) августа — под руководством воеводы Колтовского Ивана Никитича, на Обоянском городище заложена деревянная крепость (строительство завершено в 1650 году)[11].
- Начало строительства в Москве каменной церкви Рождества Богоматери в Путинках[1].
- Под руководством Волконского Фёдора Фёдоровича в Олонеце возведена деревянная Олонецкая кропость (имела 19 башен, общая длина стен 1,67 км, внутри разделялась 150 метровой стеной на Большой и Меньшой город). С этого же года город и административный центр Олонецкого уезда[12].
- Впервые, в наказе боярина Морозова Бориса Ивановича, упоминается деревня Сергач, во владении которого она состояла[13].

## Грамоты и акты
- 30 апреля — российским царём Алексеем Михайловичем был подписан документ, называвшийся «Наказ о Градском благочинии». Профессиональный праздник огнеборцев России. День пожарной охраны.
- Июнь — царский указ "О наказании за отказ от должности по расчётам местничества"[14].
- 1 июля — царский указ об отмене привилегий английским купцам беспошлинной торговли в русских городах[1].
  - Запрещение английским купцам торговать в России, кроме Архангельска.

## Руководители приказов
| Года      | Приказ                    | Ф,И,О главы                     | Примечания  |
| --------- | ------------------------- | ------------------------------- | ----------- |
| 1648-1654 | Царская мастерская палата | Ртищев Фёдор Михайлович Большой |             |
| 1648-1665 | Стрелецкий приказ         | Милославский Илья Данилович     | Боярин      |
| 1648-1666 | Большой казны             | Милославский Илья Данилович     | Боярин      |
| 1649-1666 | Иноземский приказ         | Милославский Илья Данилович     | Боярин      |
| 1649-1667 | Аптекарский приказ        | Милославский Илья Данилович     | Боярин      |
| 1648-1654 | Сыскной приказ            | Долгоруков Юрий Алексеевич      |             |
| 1630-1661 | Разрядный приказ          | Гавренёв Иван Афанасьевич       | Думный дьяк |

## Воеводы[19]
Города по алфавиту
| Года      | Город     | Ф,И,О воеводы                  | Примечания        |
| --------- | --------- | ------------------------------ | ----------------- |
| Декабрь   | Алатырь   | Рчинов Артемий Михайлович      |                   |
| 1648-1651 | Алексин   | Дашков Емельян Захарьевич      |                   |
| 1646-1649 | Арзамас   | Травин Леонтий Иванович        | В другом акте Лев |
| Май-июнь  | Арзамас   | Наумов Дмитрий Никитич         | Стольник          |
| 1646-1649 | Астрахань | Куракин Фёдор Семёнович        | Боярин            |
| 1649-1650 | Астрахань | Голицын Иван Андреевич         | Боярин            |
| 1649      | Берёзов   | Лихарев Яков Никитич           |                   |
| 1647-1649 | Болхов    | Давыдов Никифор Алексеевич     | Серпьянин         |
| 1649-1651 | Болхов    | Кошелев Иван Семёнович         | Козлитин          |
| 1646-1649 | Боровск   | Безобразов Василий Меркурьевич |                   |
| 1648-1649 | Брянск    | Мещерский Никифор Фёдорович    |                   |
| 1648-1650 | Бежецк    | Непейцын Борис Иванович        |                   |
| 1648-1650 | Белгород  | Пронский Иван Петрович         | Стольник          |

## Умерли
- Волконский, Пётр Фёдорович (? — 1649) — государственный и военный деятель, воевода и боярин.
- Глебов, Семён Фёдорович (ум. 1649) — военный и государственный деятель, воевода и дворянин московский.
- Царевич Дмитрий Алексеевич (22 октября [1 ноября] 1648 — 6 октября 1649) — первый сын царя Алексея Михайловича и царицы Марии Ильиничны.
- Пушкин, Василий Никитич (ок. 1596—1649) — дворянин московский и стольник, полковой и городовой воевода.
- Симеон (ум. 26 сентября 1649) — епископ Русской православной церкви, митрополит Казанский и Свияжский.
- Строганов, Андрей Семёнович (19 августа 1581 — 17 июля 1649) — крупный купец, промышленник и землевладелец.